# Regió de Banská Bystrica
La Regió de Banská Bystrica - Banskobystrický kraj (eslovac) - és una de les 8 regions (kraj) de la República d'Eslovàquia. El riu Ipel' delimita una part de la frontera al sud amb Hongria.
Té una superfície de 9.454 km2 essent la regió més extensa d'Eslovàquia i representant una cinquena part del total de superfície del país.
A finals de 2023 comptava amb una població de 614.356 persones, representant l'11,3% del total d'Eslovàquia.
La capital és Banská Bystrica. Es divideix en els 13 districtes següents:
- Banská Bystrica
- Banská Štiavnica
- Brezno
- Detva
- Krupina
- Lučenec
- Poltár
- Revúca
- Rimavská Sobota
- Veľký Krtíš
- Zvolen
- Žarnovica
- Žiar nad Hronom

## Demografia
| Godina             | 1994    | 2004    | 2014    | 2024    |
| ------------------ | ------- | ------- | ------- | ------- |
| Nombre de persones | 664.072 | 658.368 | 655.359 | 611.124 |
| Diferència         |         | −0,85%  | −0,45%  | −6,74%  |

| Godina             | 2023    | 2024    |
| ------------------ | ------- | ------- |
| Nombre de persones | 614.356 | 611.124 |
| Diferència         |         | −0,52%  |

## Municipis
Hi ha 516 municipis, dels quals 24 són ciutats. El 51,5% de la població de la regió viu en àrees urbanes.